# Gopi Shankar Madurai
Gopi Shankar Madurai (tamil: கோபி ஷங்கர் மதுரை), född 13 april 1991 i Madurai, är en indisk författare och aktivist för medborgarrätt och ursprungsbefolkningars rättigheter. Shankar var en av de yngsta kandidaterna, och den första öppet intersexuella och ickebinära kandidaten, som deltog i delstatsvalet till Tamil Nadus lagstiftande församling.
Shankar är också grundaren till Srishti Madurai Student Volunteer Collective. som den första studentorganisationen i Tamil Nadu att verka för HBTQ-frågor. Shankars arbete har inspirerat Högsta domstolen i Chennai (Madurai Bench) att rikta en uppmaning till delstatsstyret för Tamil Nadu att förbjuda operationer av intersexuella barn.
I december 2017 valdes Shankar in i styrelsen för ILGA Asia (the International Lesbian, Gay, Bisexual, Trans and Intersex Association).
I august 2020 utsåg det indiska socialministeriet Shankar till representant för Södra regionen i Nationalrådet för transpersoner.

## Biografi
Shankar föddes i slummen i Madura i delstaten Tamil Nadu. Vid fjorton års ålder anmälde hen sig som frivillig till den hinduiska rörelsen Ramakrishna Mission. Senare blev hen antagen på prov som munk vid Ramakrishna Math i Västbengalen. 2005 blev Shankar initierad i Swami Vivekanandas läror av Swami Gitanandaji. Under tiden som Shankar vistades vid Ramakrishna Math assisterade hen redaktören för Sri Ramakrishna Vijayam Magazine. 2010 lämnade hen Ramakrishna Math för att studera religion, filosofi och sociologi vid The American College in Madurai, som är anslutet till Madurai Kamaraj-universitetet.
Shankar har utövat yoga i mer än 15 år och varit yogainstruktör i fem år (2017). Hen har lärt ut grunder i yoga till mer än 5 000 barn, men också indisk filosofi till många västerlänningar, bland andra den irländske radio- och tv-prataren Tony MacMahon. Shankar har också frilansat för New Horizon Media Pvt Ltd.

## Utmärkelser
Shankar erhöll 2016 utmärkelsen The Commonwealth Nations Youth Worker Award och 2017 HCR Queen's Young Leader Award.